# Królewskie Holenderskie Siły Powietrzne
Królewskie Holenderskie Siły Powietrzne (niderl. Koninklijke Luchtmacht – KLu) – siły powietrzne Holandii, które powstały 27 marca 1953 roku. Ich poprzednikiem były Luchtvaartafdeling (z niderl. wydział lotnictwa), sformowane 1 lipca 1913 roku, składając się tylko z 4 pilotów. Obecnie siły te dysponują po przezbrojeniu 42 samolotami Lockheed Martin F-35 Lightning II tworzące trzy eskadry bojowe.
Z wyjątkiem 306 eskadry rozpoznania taktycznego z samolotami F16A (R) wszystkie pozostałe mogą pełnić podwójną rolę. 60% potencjału lotniczego przeznaczone jest do zadań szturmowych zaś pozostałe 40% służy zwalczaniu przewagi powietrznej. Część samolotów wyposażona jest w klasyczne bomby i wyrzutnie. 306 eskadra ma na swoim wyposażeniu laserowe bomby Paveway. Obecnie 306 eskadra spełnia funkcje laserowego oznaczania celów.
Zadania szturmowe może wykonywać 29 śmigłowców Boeing AH-64 Apache.
Oprócz nowoczesnego uzbrojenia Holandia dysponuje także tankowcami Airbus A330 MRTT.
Do zadań poszukiwawczo-ratowniczych wykorzystywane są śmigłowce AS 532U2 Cougar Mk2. Do zadań transportowych wykorzystywane jest 17 śmigłowców CH-47 Chinook oraz 4 samoloty Lockheed C-130 Hercules. Do celów szkoleniowych wykorzystuje się samoloty Pilatus PC-7. Stacjonują one w bazie Woensdrecht.

## Historia

### Początki

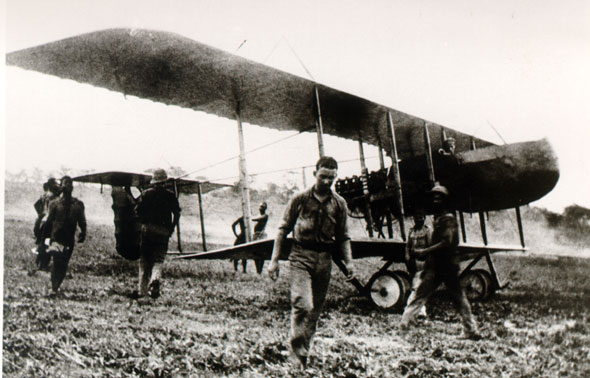
Farman

Początki sił powietrznych Holandii sięgają 1886 roku, kiedy to sformowano pierwszą jednostkę balonową. We wrześniu 1911 roku przeprowadzono pierwsze ćwiczenia o eksperymentalnym charakterze z użyciem samolotów, a 1 lipca 1913 królewskim dekretem powołano do życia Dywizję Lotniczą Królewskiej Armii Holenderskiej stacjonującą na lotnisku w Soesterberg. Na początku swego istnienia dywizja posiadała jeden samolot zbudowany przez Marinusa van Meela, do którego w kilka miesięcy później dołączyły zakupione od Francji samoloty Farman. Przed wybuchem I wojny światowej w Holandii pojawiły się samoloty Nieuport i Caudron. W dniu wybuchu wojny, w której Holandia pozostała krajem neutralnym, lotnictwo liczyło 5 samolotów i 42 żołnierzy. Uruchomiono nowe bazy w Arnhem, Gilze en Rijen, Venlo i Vlissingen. 18 sierpnia 1917 roku powstał Oddział Lotnictwa Morskiego (Marine-Luchtvaartdienst). W latach 1920–1930 lotnictwo holenderskie liczyło 25 samolotów myśliwskich, 146 samolotów rozpoznawczych, dwa samoloty szkolne i trzy transportowe. Nowymi samolotami uzupełniano siły powietrzne w koloniach na Dalekim Wschodzie. W 1938 roku doszło do reorganizacji lotnictwa w wyniku czego powstała Służba Lotnicza Wojsk Lądowych.

### II wojna światowa

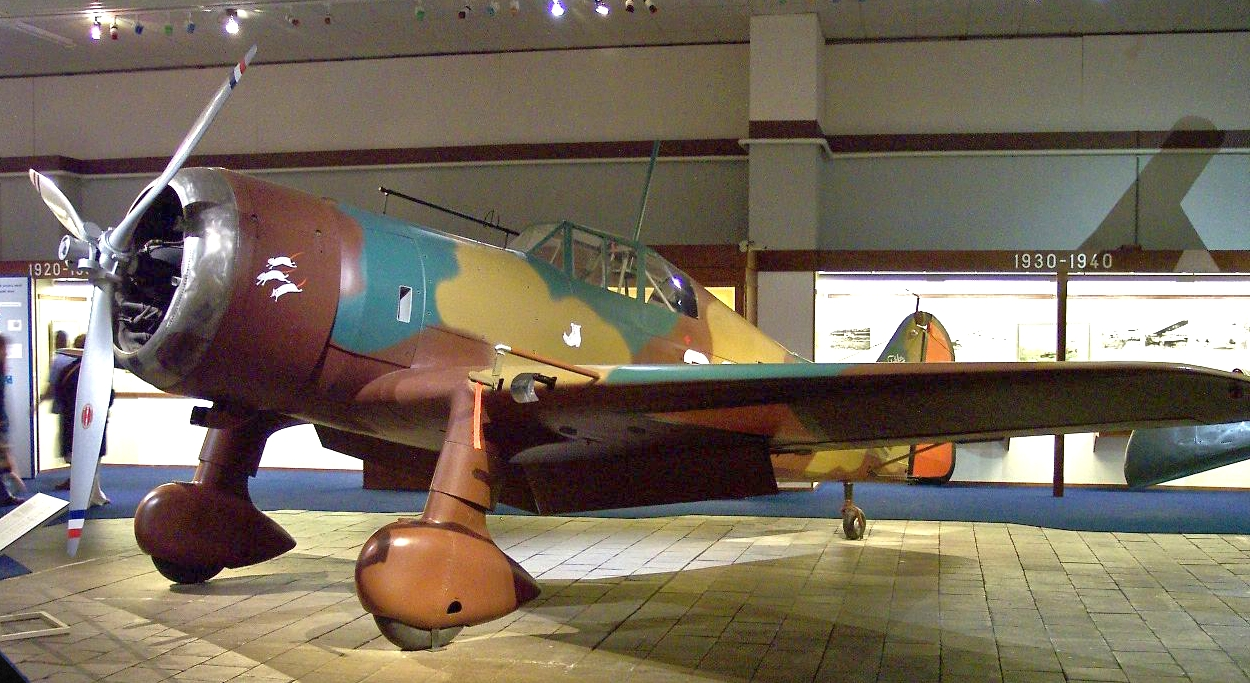
Fokker D.XXI

10 maja 1940 roku Niemcy zaatakowały Holandię, w dniu ataku siły powietrzne liczyły 122 samolotów różnych typów, w tym:
- 9 Fokker T.V
- 28 Fokker D.XXI
- 23 Fokker G.I
- 11 Douglas 8A-3N
- 24 Fokker C.V
- 11 Fokker C.X
- 16 Koolhoven F.K. 51

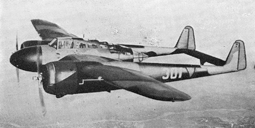
Fokker G.I

Podczas walk nad Holandią Luftwaffe utraciło ponad 350 samolotów w wyniku bezpośrednich walk z holenderskimi pilotami, od ognia obrony przeciwlotniczej i utraconych w wyniku awarii technicznych. Straty były wysokie również po stronie holenderskiej, prawie 95% pilotów zginęło. Za walkę podczas niemieckiej inwazji królowa Wilhelmina odznaczyła wojskowe lotnictwo holenderskie Orderem Wojskowym Wilhelma, najwyższym odznaczeniem wojskowym. Przed kapitulacją Holandii wielu pilotom udało się uciec do Wielkiej Brytanii, ewakuowano również 9 wodnosamolotów 
Fokker T.VIII, z których 1 czerwca 1940 roku sformowano 320 Dywizjon Obrony Wybrzeża RAF. W 1943 przeszedł pod dowództwo lotnictwa bombowego i brał udział w bombardowaniu Niemiec. Z personelu holenderskiego lotnictwa morskiego utworzono również drugi dywizjon obrony wybrzeża 321 Squadron RAF, który od 1942 roku działał na Dalekim Wschodzie. W 1941 roku na terenie Jackson Army Airbase w Stanach Zjednoczonych otwarto szkołę lotniczą szkolącą holenderskich pilotów.

### Indie Wschodnie
Królewskie Holenderskie Siły Powietrzne Indii Wschodnich (Militaire Luchtvaart van het Koninklijk Nederlands-Indisch Leger) operujące w holenderskich koloniach w momencie japońskiej inwazji 1 marca 1942 roku dysponowało około 120 samolotami myśliwskimi, były wśród nich zakupione w Stanach Zjednoczonych Brewster F2A Buffalo, Curtiss-Wright CW-22, Curtiss-Wright CW-21, Curtiss P-36 Hawk i pięć samolotów bombowych Douglas DB-7. Szybkość i siła nacierających wojsk japońskich szybko przełamała opór Holendrów, którzy znaleźli schronienie w Australii i Cejlonie. Uratowani holenderscy piloci zasilili 321 Dywizjon RAF a w Australii utworzyli 18 i 119 Dywizjon RAAF latający na samolotach B-25 Mitchell i 120 Dywizjon RAAF, latający na samolotach Curtiss P-40 Warhawk, w Anglii powstał 322 Dywizjon RAF latający na samolotach Supermarine Spitfire. W brytyjskim lotnictwie morskim walczył 860 Dywizjon Fleet Air Arm, latający na samolotach Fairey Swordfish.

### Lata powojenne

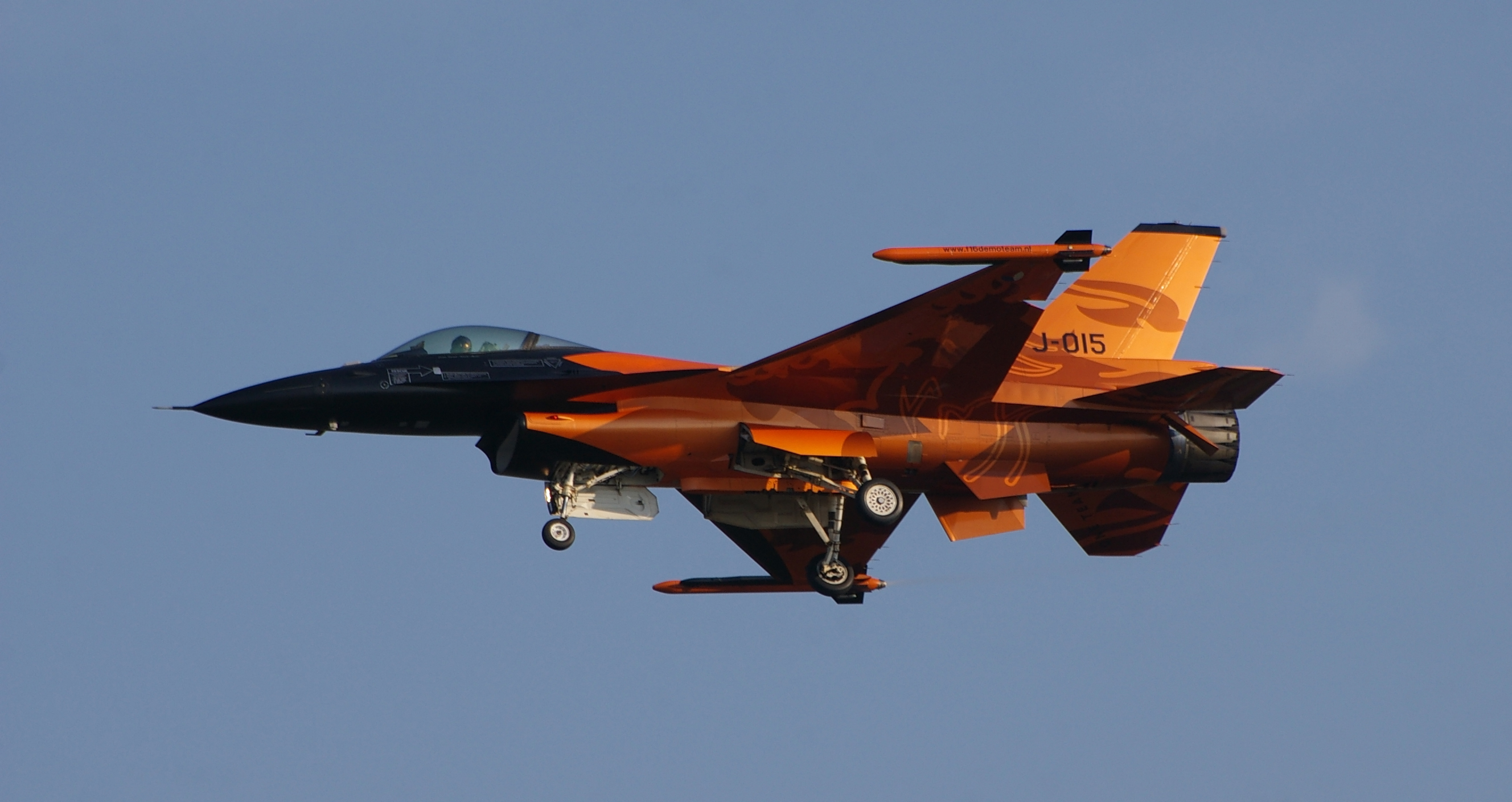
Holenderski F-16 z 313. Eskadry z Volkel w "odświętnych" barwach nałożonych na samolot w okresie, w którym jednostka ta odpowiedzialna była za wystawienie zespołu demonstracyjnego holenderskiego lotnictwa – Solo Display Team

W 1947 roku utworzono Sztab Sił Powietrznych, w 1950 roku holenderskie siły powietrzne umożliwiły kobietom służbę w swojej formacji na nie bojowych stanowiskach. W wyniku przeprowadzonej reorganizacji w dniu przystąpienia Holandii do NATO 27 marca 1953 roku siły powietrzne stały się samodzielną częścią sił zbrojnych jako Królewskie Holenderskie Siły Powietrzne. Do końca lat 50. na wyposażeniu Dowództwa Obrony Powietrznej (Commando Lucht Verdediging) służyły Glostery Meteory. Po wstąpieniu do NATO utworzono Dowództwo Lotnictwa Taktycznego (Commando Tactische Luchtstrijdkrachten), które w ramach amerykańskiego programu wspierania sił zbrojnych krajów zaprzyjaźnionych (Mutual Defense Aid Program) otrzymało samoloty Republic F-84 Thunderjet. W latach 1956–1968 wykorzystywano również Hawkery Huntery, a do 1964 roku – F-86 Sabre’y.
W 1962 roku rozpoczęło się przezbrajanie dywizjonów myśliwskich na samolot Lockheed F-104 Starfighter, który służył aż do 1983 roku, w 1969 pojawił się Canadair CF-5 wykorzystywany do 1992 roku. Holandia musiała wymienić samoloty poprzedniej generacji. Zamówiono 75 egzemplarzy jednomiejscowych i 30 szkolnych NF-5A/B zbliżone do maszyn kanadyjskich ze zmianami w konstrukcji skrzydeł. Wzmocniono je i wprowadzono sterowane elektrycznie klapy. Umożliwiło zwiększenie udźwigu. Pierwsze dostawy rozpoczęły się w 1969 roku i trwały do 1973 roku. W trakcie eksploatacji samoloty poddawane były modyfikacjom, takim jak: dodanie wyrzutni flar i dipoli oraz ostrzeżenia o opromieniowaniu radarem. W trakcie eksploatacji utracono 17 samolotów. Ostatnie z nich wycofano w 1991 roku.
Od 1979 do 2024 roku podstawowym myśliwcem KLu był General Dynamics F-16 Fighting Falcon. W latach 1979-1992 Fokker zmontował 213 szt. tych samolotów w tym 177 F-16A i 36 dwumiejscowych F-16B. Pierwszy F-16 oblatano 3 maja 1979 w Schiphol, a dostarczono 6 czerwca 1979 do Leeuwrden. Samoloty produkowano w wersjach: 18 szt. block 1 do 1980, 16 szt. block 5 do 1981, 25 szt. block 10 do 1982, 102 szt. block 15 do 1987 i 52 szt. block 15OCU do 1992. W latach 1997-2003 113 F-16A i 24 F-16B zmodernizowano do wersji F-16AM/BM block 20 MLU. W 2004 roku flotę zredukowano do 108 samolotów w tym 90 w aktywnych, a w 2012 do 68 szt. służbie czynnej. Samoloty zakończyły służbę 1 października 2024. W 66 incydentach utracono 38 F-16 W latach 2005-2010 36 F-16AM/BM sprzedano Chile, 6 F-16BM sprzedano Jordanii. W 2024 roku 24 holenderskie F-16 przekazano Ukrainie, a 18 przekazano do centrum szkoleniowego w Rumunii.
W 2012 roku z powodu oszczędności rozwiązano 311. Eskadrę eksploatują ten typ. W 2013 roku Holandia posiadała cztery eskadry wykorzystujące F-16: 322. i 323. Eskadrę w bazie Leeuwarden oraz 312. i 313. w Uden-Volkel.
3 stycznia 2014 roku Ministerstwo Obrony Holandii ogłosiło plan zakupu F-35A Lightning II. Otrzymać je mają 322. Dywizjon który będzie stacjonować w Holandii i 323. Dywizjon, który ma być w Stanach Zjednoczonych w ramach projektu szkolenia. Łącznie zamówienie wyniesie 37 myśliwców.
15 grudnia 2015 roku w bazie Breda-Gilze Rijen odbyła się oficjalna uroczystość wycofania ze służby śmigłowców Alouette III. Holandia dysponowała 72 maszynami tego typu, które po raz pierwszy pojawiły się w 1964 roku. Ostatnia czwórka, A-247, A-275, A-292 i A-301, formalnie zakończyła służbę 31 grudnia 2015 roku.

## Operacje bojowe
Pierwsze powojenne starcie holenderskich sił powietrznych z przeciwnikiem miało miejsce w Nowej Gwinei Holenderskiej. 18 grudnia 1961 roku Indonezja zaatakowała holenderską kolonię. Holenderskie lotnictwo zgrupowane w Dowództwie Obrony Powietrznej Nowej Gwinei (Commando Luchtverdediging Nederlands Nieuw-Guinea) dysponowało dwunastoma samolotami Hawker Hunter i dwoma śmigłowcami Aérospatiale Alouette II uzupełnionymi po roku kolejnymi dwunastoma Hunterami. 1 października 1962 zawarto pokój, na mocy którego Holendrzy wycofali się z Nowej Gwinei, a region przeszedł pod administrację ONZ. Holenderskie Siły Powietrzne są aktywnym uczestnikiem operacji bojowych prowadzonych przez NATO. W latach 1992–1995 holenderskie F-16 brały udział w operacji Deny Flight nad terytorium Bośni i Hercegowiny, w 1995 roku wzięły udział w operacji Deliberate Force, a w 1999 roku w lotach bojowych nad Serbią i Kosowem biorąc udział w operacji Allied Force, podczas której 24 marca 1999 roku holenderski F-16 zestrzelił MiGa-29. W październiku 2002 roku holenderskie F-16 wraz z samolotami z Danii i Norwegii, wspierane przez holenderski KC-10 Extender wylądowały w bazie Manas w Kirgistanie aby udzielić wsparcia lotniczego siłom biorącym udział w operacji Enduring Freedom w Afganistanie. 31 sierpnia 2006 roku holenderski pilot zginął w katastrofie biorąc udział w operacji Mountain Thrust podczas wspierania brytyjskich żołnierzy walczących w prowincji Helmand. Sześć F-16 operujących z włoskiej bazy na Sardynii wzięło udział w operacji Odyssey Dawn nad Libią. Na początku 2013 roku w Mazar-i Szarif w afgańskiej prowincji Kunduz stacjonowały cztery F-16.

## Wyposażenie

### Obecne
| Zdjęcie   | Samolot                        | Producent           | Typ                                   | Liczba sztuk | Uwagi |
| Samoloty  | Samoloty                       | Samoloty            | Samoloty                              | Samoloty     | Samoloty |
| --------- | ------------------------------ | ------------------- | ------------------------------------- | ------------ | --- |
|           | F-35A Lightning II             | Stany Zjednoczone   | Myśliwiec wielozadaniowy              | 42           | 8 w USA, zamówiono 52.                                                                                             |
|           | Pilatus PC-7 Turbo Trainer     | Szwajcaria          | Samolot szkoleniowy                   | 13           | |
|           | Lockheed C-130H-30 Hercules    | Stany Zjednoczone   | Samolot transportowy                  | 4            | 2 C-130H-30 i 2 ex-amerykańskie EC-130Q przebudowane do C-130H.                                                    |
|           | Airbus A330 MRTT               | Francja · Hiszpania | ciężki samolot transportowo-tankujący | 9            | Wspólna flota stacjonująca w Holandii należąca do Holandii, Belgii, Czech, Niemiec, Norwegii i Luksemburgu.        |
|           | Gulfstream IV                  | Stany Zjednoczone   | transport VIP                         | 1            | |
| Śmigłowce |                                |                     |                                       |              | |
|           | Boeing AH-64D Apache           | Stany Zjednoczone   | śmigłowiec szturmowy                  | 28           | Zakupiono 30, 1 rozbił się w 2004 w USA, 1 rozbił się w 2014 w Mali. Zmodernizowane do standardu Longbow Block II. |
|           | Eurocopter AS 532U2 Cougar Mk2 | Francja             | śmigłowiec wielozadaniowy             | 12           | Zakupiono 17. |
|           | Boeing CH-47F Chinook          | Stany Zjednoczone   | ciężki śmigłowiec transportowy        | 20           | |
|           | NHI NH-90NFH                   | Unia Europejska     | morski śmigłowiec wielozadaniowy      | 19           | Jeden utracono w 2020.                                                                                             |

### Historyczne
Myśliwce/Myśliwsko-bombowe
- Nieuport 11

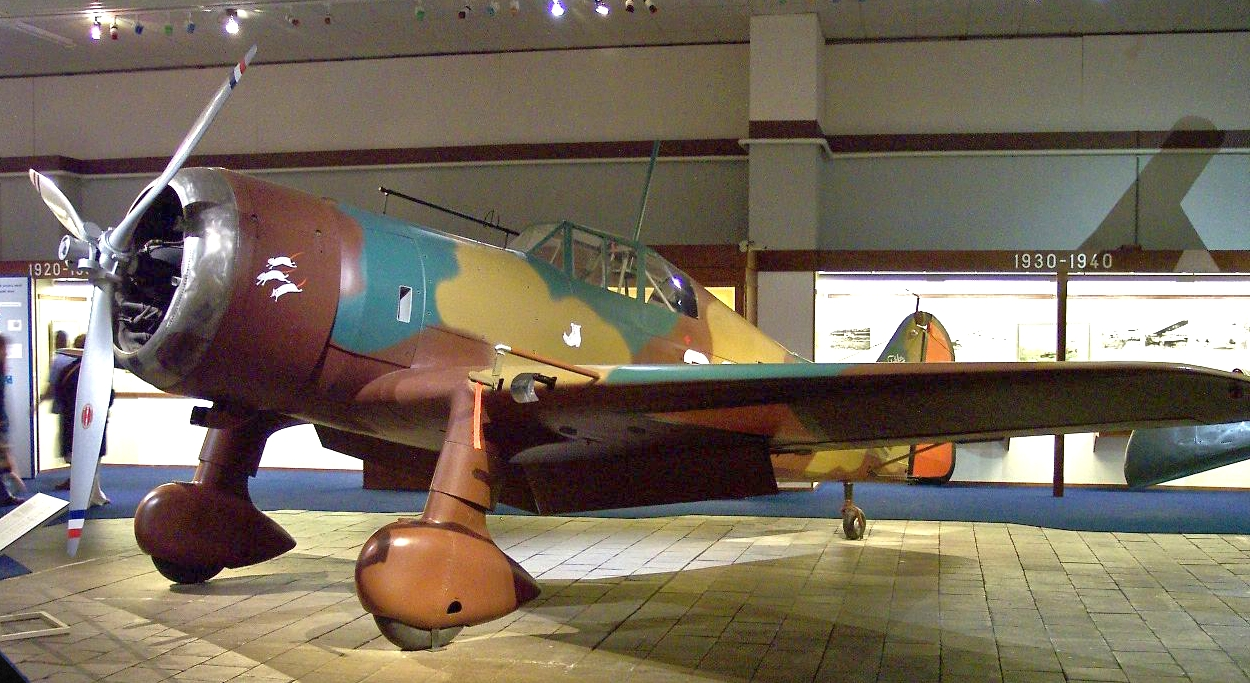
Fokker D.XXI

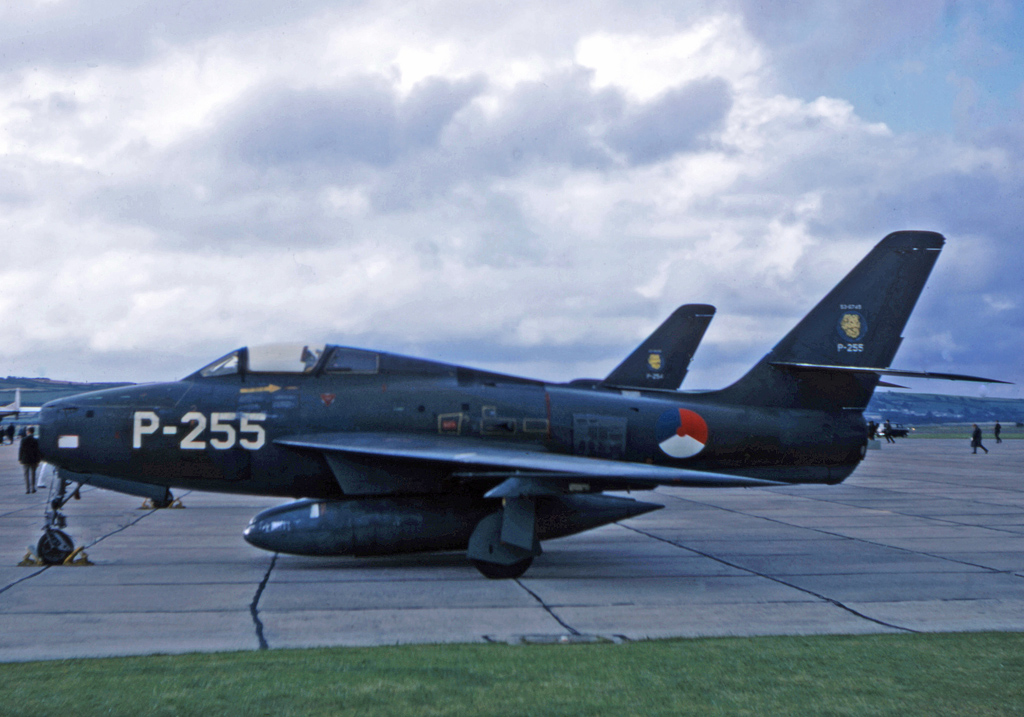
Republic F-84F Thunderstreak

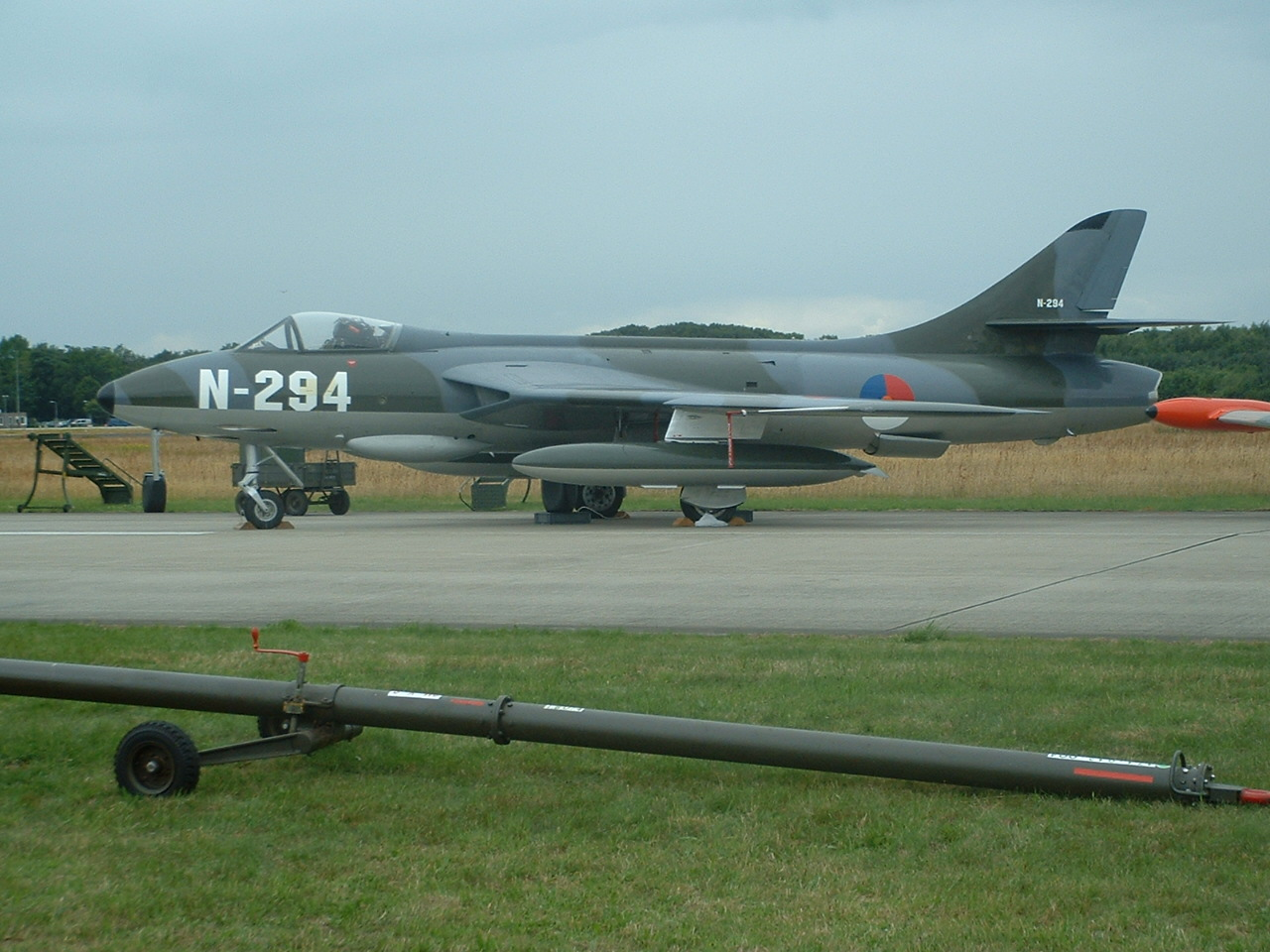
Hawker Hunter F.6A

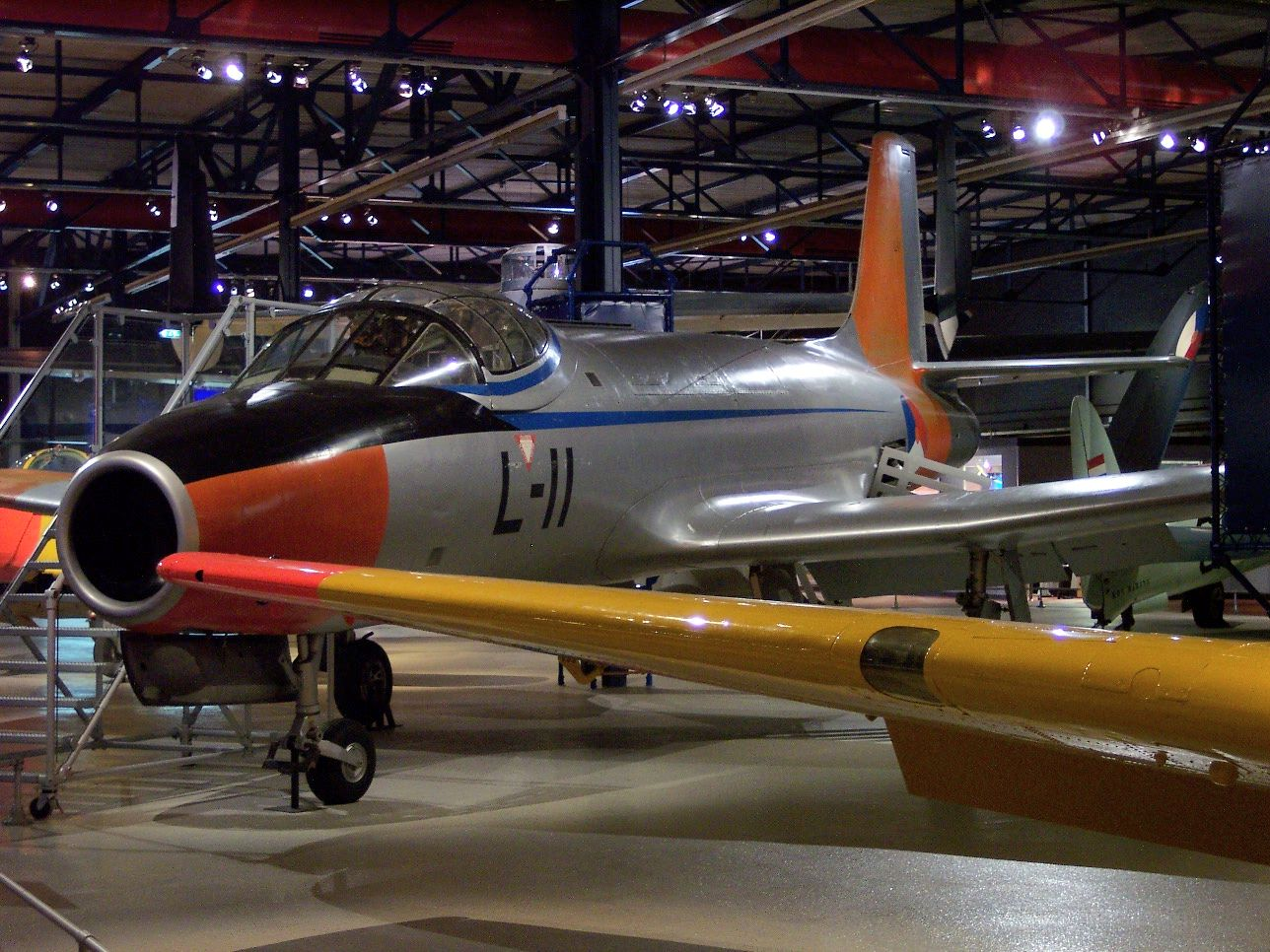
Fokker S.14 Machtrainer

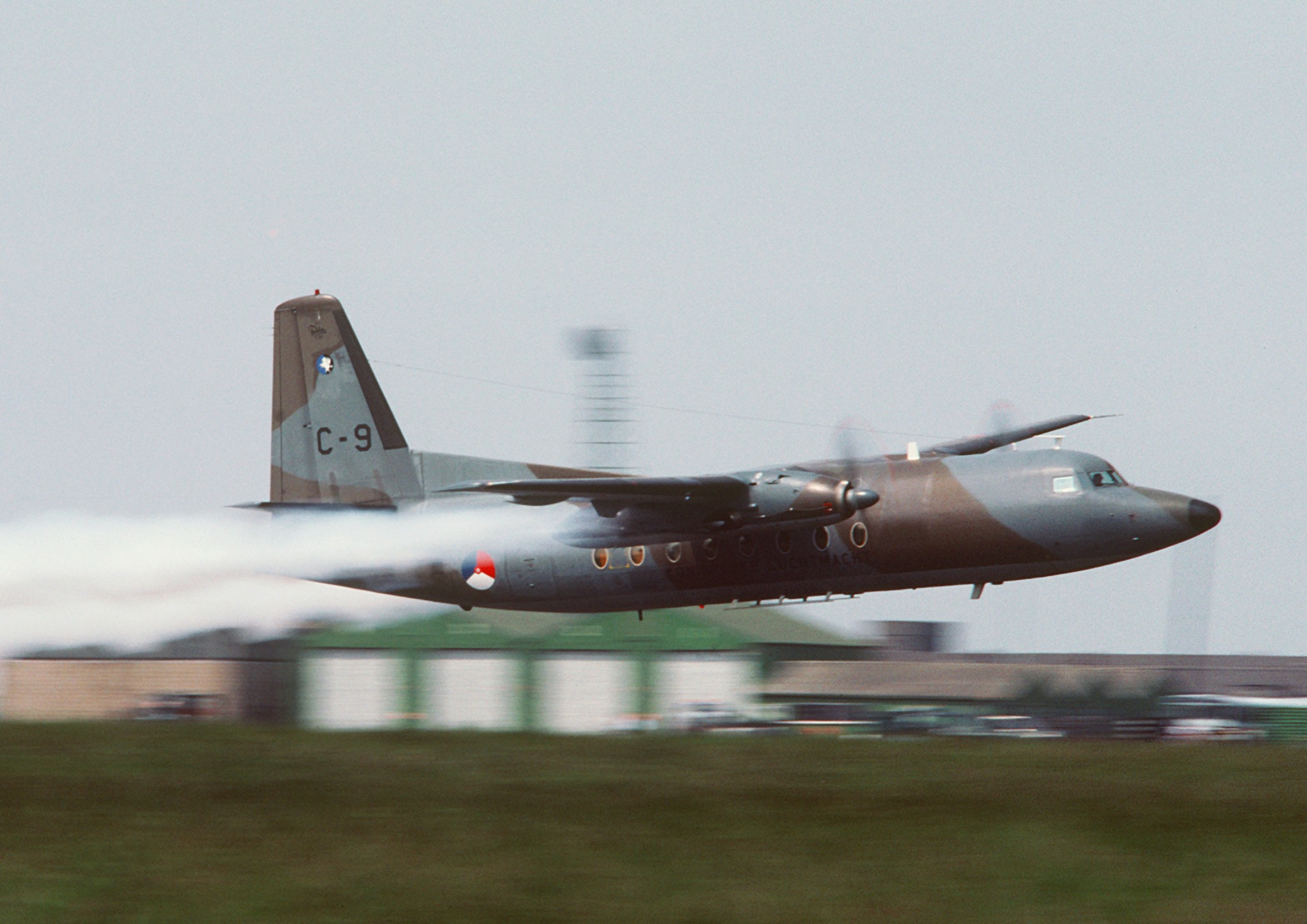
Fokker F-27

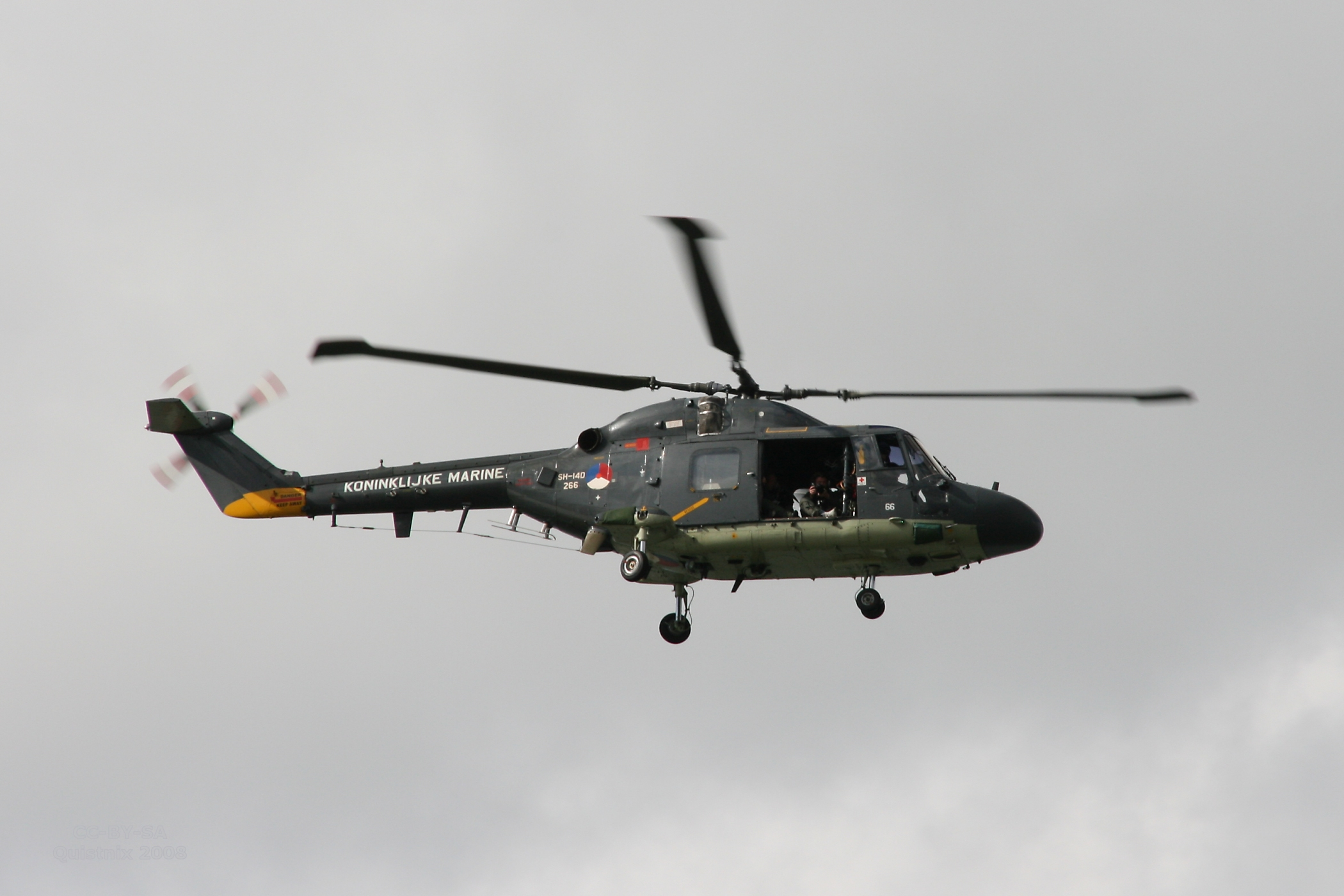
Westland Lynx

- Fokker D.XXI - 36 w latach 1936—1940.
- Fokker G.I Jachtkruiser - 36 w latach 1939—1940.
- Douglas 8A-3N - 18 w latach 1939—1940.
- Supermarine Spitfire Mk.IX - 35 w latach 1946—1954.
- North American P-51 Mustang - 39 w latach 1946—1950.
- Gloster Meteor F Mk IV - 60 w latach 1948—1957.
- Gloster Meteor F Mk VIII - 160 w latach 1950—1959.
- Republic F-84 Thunderjet - 166 F-84G, 20 F-84E w latach 1952—1956.
- Republic F-84F Thunderstreak - 143 w latach 1955—1970.
- Hawker Hunter F Mk 4 - 96 w latach 1956—1964.
- Hawker Hunter F Mk 6 - 93 w latach 1957—1968.
- North American F-86D/K Sabre "Kaasjager" - 57/6 w latach 1956—1964.
- Lockheed TF-104G/RF-104G/F-104G Starfighter - 138 w latach 1962—1984.
- Canadair NF-5A/B - 75/30 w latach 1969—1991.
- Fokker F-16A/B Block 1/5/10/15/OCU/20 - 177/36 w latach 1979—2024.

Bombowce/Rozpoznawcze
- Farman MF.11
- Fokker C.V - 142 w latach 1924—1940.
- Fokker C.X - 20 w latach 1934—1940.
- Fokker T.V - 15 w latach 1938—1940.
- North American B-25 Mitchell - 139 w latach 1942—1950.
- Republic RF-84 Thunderjet - 21 od 1952.
- RF-84F Thunderflash - 24 od 1956.

Patrolowe
- Fokker F27 - 2 w latach 1981—2000.
- Fokker F-60U - 2 w latach 2005—2007.

Treningowe
- Koolhoven F.K. 51 - 16+ w latach 1936—1940.
- De Havilland Tiger Moth - 56 w latach 1946—1960.
- North American T-6 Texan - 200 w latach 1946—1968.
- Fokker S-11 Instructor - 39 w latach 1948—1973.
- Gloster Meteor T.Mk.VII - 45 w latach 1948—1959.
- T-33A Shooting Star - 60 w latach 1953—1972.
- Fokker S.14 Machtrainer - 20 w latach 1955—1967.
- Hawker Hunter T.Mk.7 - 20 w latach 1958—1968.

Transportowe/użytkowe
- de Havilland DH-89B Dominie - 4 w latach 1944—1956.
- British Taylorcraft Auster Mk.3 - 20 w latach 1946—1952.
- Avro Anson Mk.1 - 25 w latach 1947—1953.
- Piper PA-18 Super Cub L-18C/L-21A/L-21B - 162 w latach 1952—1976.
- Douglas C-47 Skytrain od 1949.
- Beechcraft T-7 Navigator - 28 w latach 1950—1953.
- de Havilland Canada DHC-2 Beaver - 9 w latach 1956—1974.
- Fokker F-27 Friendship/Troopship - 12 w latach 1960—1996.
- Fokker F-50 - 2 w latach 1996—2011 (VIP).
- McDonnell Douglas DC-10 - 2 KDC-10 w latach 1995—2021, 1 DC-10-30CF 2011—2014.

Śmigłowce
- Hiller H-23 Raven - 36 w latach 1955—1964.
- Aérospatiale Alouette II - 8 w latach 1959—1966.
- Aérospatiale Alouette III SA 316B - 77 w latach 1963—2015.
- Bölkow Bo 105 - 30 w latach 1975—2004.
- Westland Lynx - 6 Mk.25, 10 Mk.27, 8 Mk.81 w latach 1978—2012.
- Bell 412 - 3 AB412SP w latach 1993-2015[17].
- Boeing CH-47 Chinook - 13 CH-47D w latach 1995-2021.
- Boeing AH-64 Apache - 12 AH-64A w latach 1996—2001 (wypożyczone).